# 豪斯哈姆
豪斯哈姆是德国巴伐利亚州的一个市镇。总面积22.29平方公里，总人口8007人，其中男性3850人，女性4157人（2011年12月31日），人口密度359人/平方公里。